# Blåkindad safir
Blåkindad safir (Chlorestes notata) är en sydamerikansk fågelart i familjen kolibrier.

## Utseende och läte
Blåkindad safir är 8,9 centimeter lång och väger 3,8 gram. Näbben är ganska rak. Den övre delen är svart och den undre rödaktig. Hannens fjäderdräkt är huvudsakligen grön, mörkare på ovansidan, med vita lår, en delad metalliskt blå stjärt och blå övre struphalva. Honan skiljer sig från hannen genom att hon är grönfläckigt vit på den nedre delen. Sången är ett högfrekvent metalliskt ssooo-ssooo-ssooo.

## Utbredning och systematik

Utbredningskarta för blåkindad safir.

Blåkindad safir delas upp i tre underarter med följande utbredning:
- Chlorestes notata notata – förekommer från norra Colombia till Venezuela, Trinidad, Tobago, Guyana och östra Brasilien.
- Chlorestes notata puruensis – förekommer från sydöstra Colombia till nordöstra Peru och nordvästra Brasilien
- Chlorestes notata obsoleta – förekommer i nordöstra Peru (nedre Rio Ucayali nära Rio Napos utlopp)

### Släktskap
Traditionellt behandlas blåkindad safir som enda art i släktet Chlorestes. Genetiska studier visar dock att den är nära släkt med fyra andra kolibriarter tidigare placerade i släktena Juliamyia, Hylocharis och Amazilia. Dessa inkluderas allt oftare i Chlorestes.

## Ekologi
Denna fågel lever i skogar och ibland i odlade områden med stora träd. Honan lägger äggen i ett djupt skålformat bo som tillverkas av lav och andra fintrådiga växtmaterial och placeras på en horisontell trädgren. Ruvningstiden är 16 dagar och ungarna tillbringar ytterligare 18-19 dagar i boet efter kläckningen innan de är flygfärdiga.
Blåkindad safir äter insekter och nektar, huvudsakligen i träd, men ibland på klängväxter eller mindre växter som Heliconia.

## Status
Artens population har inte uppskattats och dess populationstrend är okänd, men utbredningsområdet är relativt stort. Internationella naturvårdsunionen IUCN anser inte att den är hotad och placerar den därför i kategorin livskraftig. Den beskrivs som ganska vanligt förekommande.